# Самуилова крепост (Ключ)
Вижте пояснителната страница за други значения на Самуилова крепост.
Самуилова крепост e името на средновековна крепост, разположена между планините Беласица и Огражден в Ключката клисура.
Намира се на невисокия хълм Куфалница, разположен на десния бряг на река Струмешница, на 5 километра северно от село Ключ. Построена е вероятно в периода 1009 – 1013 година по време на управлението на цар Самуил и е част от мащабна фортификационна система.

## История
В съчиненията на византийските хронисти от ΧΙ век Йоан Скилица, Георги Кедрин, Йоан Зонара, Кекавмен и други се известява за преграждането на Ключката клисура (на гръцки: Κλειδίον, Клидион) с широка преградна стена – дема. Археологическите изследвания сочат, че демата представлява сложна система от отбранителни съоръжения, които започват от склоновете на Беласица, южно от село Ключ и опират на север в склоновете на Огражден. Укрепителните съоръжения се простират в протежение на повече от 8 километра. Самата крепост, известна по-късно като Самуилова крепост, е само част от тази фортификационна система.
Тя е изградена върху основите на тракийско и ранно-българско славянско селище. Върху хълма цар Самуил построява землено укрепление, защитено от три вала и два рова, концентрично разположени. Първият вътрешен вал има сложна конструкция с ядро от камъни и пръст и скара от дървени греди. Гребенът на вала е завършвал с широка стена, изградена от ломени камъни, споени с кал. Върху най-високата част на хълма са открити правоъгълни каменни основи на дървена наблюдателна и отбранителна кула, конструктивно свързана с каменната стена. Останалите два вала имат единна структура на насипа си. Разположението на Самуиловата крепост позволява да се контролира цялата клисура и да се използва като команден военно-стратегически пункт на всички сектори на отбранителната система.
Във фортификационно отношение укреплението носи белезите на българската укрепителна традиция, характерна за времето на Първото българско царство. Крепостта се свързва с ослепяването на българските воини по времето на цар Самуил. В околностите на крепостта през лятото на 1014 година се е състояла историческата Беласишка битка, в която българските войски са предвождани от цар Самуил. Войските на византийския император Василий II разгромяват българската армия и пленяват много войници. Цар Самуил и неговото обкръжение успяват да се спасят. След края на битката византийският император ослепява 14-хилядната пленена българска армия, като на всеки сто души оставя по един едноок водач.
През 1916 година по време на Първата световна война Богдан Филов, като участник в научно-разузнавателната мисия в Македония и Поморавия, организирана от Щаба на действащата армия, заедно с Йордан Иванов посещават местата, свързани с битката при Беласица. Той описва останките от укреплението и правилно оценява важната му роля в събитията от 1014 година. В рапорта си до Началник-щаба на действащата армия той пише:
| „ | Близо до с. Ключ можахме да установим едно твърде голямо укрепление, което по всичко изглежда да бъде от времето на Самуил и което трябва да е играло важна роля в Беласицката битка. То се състои от един обграден със стени лагер, разположен на един хълм над самия бряг на Струмица и обиколен с два паралелни рова, от които единият се намира по средата на хълма, а другият – в самото му подножие. Този начин на укрепяване не се среща никъде на друго място освен още в Самуиловата столица в Преспа. | “ |

## Национален парк-музей „Самуилова крепост“
Национален парк-музей „Самуилова крепост“ тържествено е открит на 23 октомври 1982 година. Останките от средновековното укрепление и селище са консервирани, а районът около него е благоустроен. От паркинга до международния път Петрич – ГКПП „Златарево“ към парка-музей покрай брега на реката води красива алея. Тя минава по пешеходен мост и се отправя към подножието на хълма. Отдалеч се вижда величествената бронзовата фигура на цар Самуил в цял ръст и четирите бетонни пилона, изградени в най-високата част на хълма, върху руините от средновековната кула. Автор на паметника е професор Борис Гондов. Крепостта е важен туристически обект в Югозападна България. От 2003 година тя е включена в списъка от 100 национални туристически обекта на БТС.
Национален парк-музей „Самуилова крепост“ е обект на Исторически музей, Петрич.

## Галерия
- Мостът над Струмешница
- Паметникът на цар Самуил
- Четирите пилона
- Копие на Самуиловия надпис